# Fabio Beltrão
Fabio Gebrael Beltrão (Bragança Paulista, 6 de junho de 1988) é um ator brasileiro. Entre 2011 e 2015 também foi vocalista da banda Noizz.

## Carreira
Em 2010 Fabio estreou na televisão na décima oitava temporada de Malhação interpretando Cadu, um rapaz que escondia de todos que era homossexual e sofria com o afastamento dos amigos em dado momento da história. Em 2013 esteve na minissérie José do Egito como Er, um rapaz desonesto e irresponsável que maltrata a esposa. No mesmo ano voltou para a vigésima primeira temporada de Malhação Casa Cheia, interpretando o invocado Murilão, vizinho do casarão onde se passava a história central. Entre 2015 e 2016 integra as duas temporadas da telenovela Os Dez Mandamentos como o escultor Aoliabe. Logo após realizou participações em Malhação: Viva a Diferença e Verão 90. Em 2019 integra o elenco de Topíssima como Mão de Vaca, um expert em tecnologias que decide investigar a origem de uma nova droga que se infestou pela universidade. Também em 2019, integrou o elenco fixo da quinta temporada do reality De Férias com o Ex Brasil, na edição Celebs.

## Filmografia

### Televisão
| Ano     | Título                     | Personagem                     | Notas                     |
| ------- | -------------------------- | ------------------------------ | ------------------------- |
| 2010–11 | Malhação                   | Carlos Eduardo Nogueira (Cadu) |                           |
| 2013    | José do Egito              | Er de Judá                     |                           |
| 2013–14 | Malhação Casa Cheia        | Murilão                        |                           |
| 2015-16 | Os Dez Mandamentos         | Aoliabe                        |                           |
| 2017-18 | Malhação: Viva a Diferença | Max                            |                           |
| 2019    | Verão 90                   | Louro                          | Episódio: "29 de janeiro" |
| 2019    | Topíssima                  | Leonardo Almada (Mão de Vaca)  |                           |
| 2019    | De Férias com o Ex Brasil  | Participante                   | Temporada 5               |
| 2022    | A Ponte: The Bridge Brasil | Participante                   | Temporada 1               |
| 2023    | Poliana Moça               | Nicholas (Nerd)                |                           |

### Cinema
| Ano  | Título                        | Personagem |
| ---- | ----------------------------- | ---------- |
| 2018 | Quando a Morte Socorre a Vida | Gustavo    |
| 2017 | Realidade Frenética           | Johnny     |

## Teatro
| Ano     | Título        | Personagem |
| ------- | ------------- | ---------- |
| 2013    | Romeu na Roda | Rodrigo    |
| 2014–15 | A-Traídos     | Lucas      |
| 2017    | Garotos       | Dinho      |